# Đội tuyển bóng đá quốc gia New Zealand
Đội tuyển bóng đá quốc gia New Zealand (tiếng Anh: New Zealand national football team, tiếng Māori: Tīma hoka a-motu o Aotearoa), còn có biệt danh là "All Whites" (tiếng Māori: Ōmā), là đội tuyển bóng đá đại diện cho New Zealand trên bình diện quốc tế, được quản lý bởi Liên đoàn bóng đá New Zealand, cơ quan điều hành bóng đá ở New Zealand, hiện là thành viên của FIFA và Liên đoàn Bóng đá châu Đại Dương (OFC). Trận thi đấu quốc tế đầu tiên của đội tuyển New Zealand là trận gặp đội tuyển Úc vào năm 1922. 
Sau khi đối thủ cạnh tranh trực tiếp duy nhất ở châu Đại Dương là Úc chuyển sang châu Á từ năm 2006, New Zealand được đánh giá là đội tuyển mạnh nhất Châu Đại Dương ở thời điểm hiện tại. Đội tuyển đã đại diện New Zealand tham dự Giải vô địch bóng đá thế giới vào năm 1982 và 2010, và dự kiến sẽ góp mặt tại FIFA World Cup 2026. Ngoài ra, đội cũng từng tham dự Cúp Liên đoàn các châu lục vào các năm 1999, 2003, 2009 và 2017. New Zealand đã 6 lần vô địch Cúp bóng đá châu Đại Dương vào các năm 1973, 1998, 2002, 2008, 2016 và 2024. Đáng chú ý, tại FIFA World Cup 2010, New Zealand là đội duy nhất bất bại (hòa cả 3 trận vòng bảng), tuy nhiên vẫn bị loại ngay từ vòng bảng.

## Lịch sử

### Những năm đầu

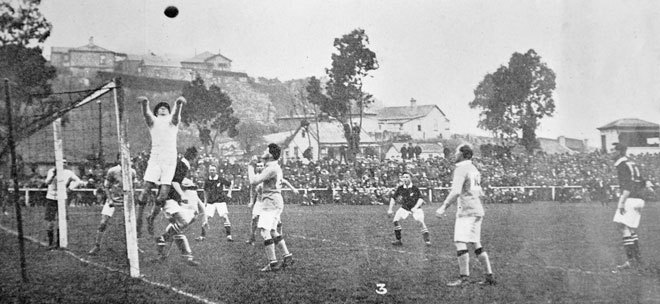
New Zealand đá với Úc vào năm 1922

Trận bóng đá quốc tế đầu tiên của New Zealand diễn ra tại Dunedin, ở sân Caledonian Ground cũ vào ngày 23 tháng 7 năm 1904, gặp một đội đại diện cho New South Wales. New Zealand thua 0–1, nhưng bảy ngày sau đã hòa 3–3 với cùng đối thủ tại Athletic Park, Wellington. Năm sau, đội đấu với đội tuyển đại diện Wellington vào ngày 10 tháng 6 trước khi bắt đầu chuyến du đấu Úc, trong đó họ chơi 11 trận với các đội đại diện, bao gồm 3 trận “đấu thử” với New South Wales. Kết quả ba trận đó là thắng một, thua một và hòa một.
Đội tuyển quốc gia New Zealand không thi đấu trở lại cho đến năm 1922, khi họ gặp Úc trong ba trận quốc tế chính thức tại Carisbrook (Dunedin), Athletic Park (Wellington) và Auckland Domain. Kết quả là New Zealand thắng 3–1 hai trận và hòa 1–1 tại Wellington. Năm 1927, Canada trở thành đội thứ hai thi đấu tại New Zealand, với bốn trận chính thức, kết quả một thắng và một hòa.
Năm 1966, New Zealand trở thành một trong những thành viên sáng lập Liên đoàn Bóng đá châu Đại Dương (OFC), do Charlie Dempsey và Jim Bayutti (Úc) đồng sáng lập.

### Thành công tại World Cup Tây Ban Nha 1982

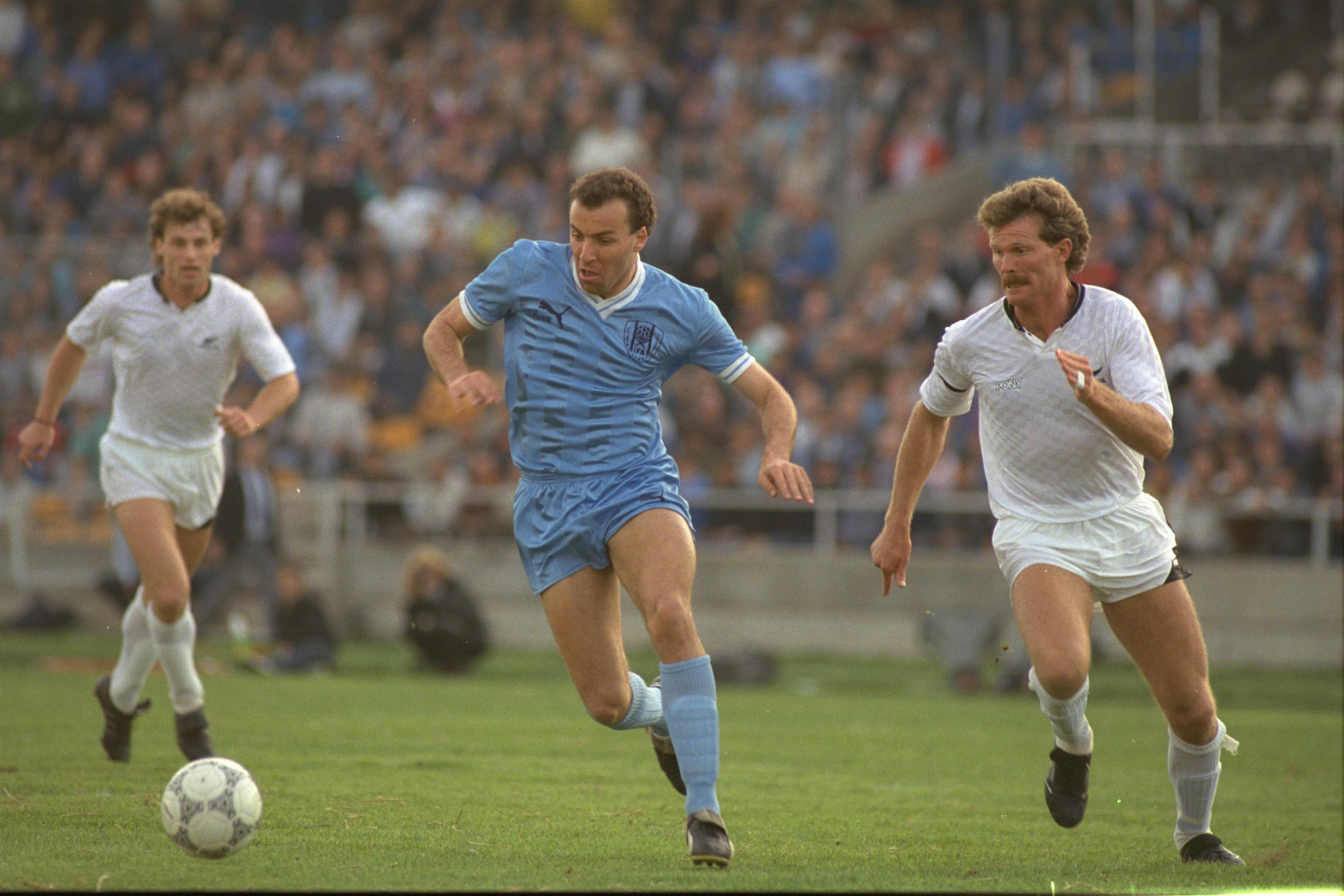
New Zealand gặp Israel tại vòng loại World Cup 1990

Đầu thập niên 1980, All Whites đang có chuỗi trận thắng liên tiếp cho đến Cúp bóng đá châu Đại Dương 1980 tại New Caledonia. Họ trải qua một giải đấu tồi tệ, thua Tahiti 1–3 và Fiji 0–4. Ở lượt cuối, khi đã không còn cơ hội vào chung kết, họ thắng Quần đảo Solomon 6–1.
Đội tuyển cải thiện phong độ khi lọt vào vòng cuối của vòng loại World Cup 1982. Bất bại ở vòng này, họ gây ấn tượng với trận hòa 3–3 và thắng 1–0 trước Úc, cùng chiến thắng 13–0 trước Fiji. Ở vòng cuối, New Zealand gặp Trung Quốc, Ả Rập Xê Út và Kuwait. Sau khi thắng Ả Rập Xê Út 5–0, đội đá play-off với Trung Quốc, thắng 2–1 và giành vé dự World Cup tại Tây Ban Nha.
Tính đến thập niên 1980, All Whites bị chỉ trích vì có quá nhiều cầu thủ gốc Anh. Trong đội hình 22 người tại World Cup 1982, có 11 người sinh ở Vương quốc Anh, bao gồm đội trưởng Steve Sumner và tiền đạo Steve Wooddin, cả hai từng chơi bóng ở Anh trước khi nhập cư. Họ thua cả 3 trận, thủng lưới 12 bàn và ghi 2 bàn. Trong những thập kỷ sau, đội hình thay đổi nhiều và “bộ mặt của bóng đá trở nên thuần Kiwi hơn”.

### Củng cố vị thế tại châu Đại Dương

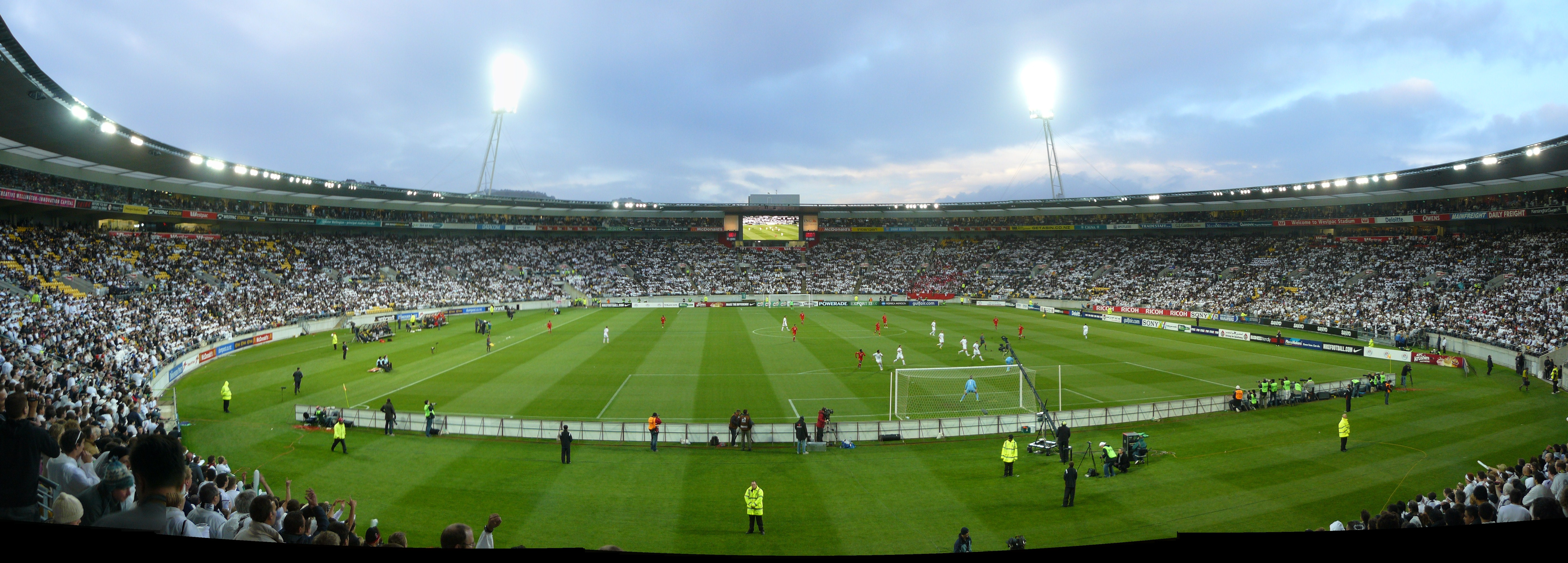
New Zealand gặp Bahrain ở vòng play-off liên lục địa World Cup 2010 tại sân vận động Khu vực Wellington.

Từ thập niên 1990, bóng đá đại học Mỹ đóng vai trò quan trọng trong việc phát triển cầu thủ New Zealand. Xu hướng này bắt đầu khi cựu tuyển thủ Scotland Bobby Clark trở lại Mỹ sau giai đoạn làm HLV trưởng New Zealand (1994–96) để dẫn dắt Đại học Stanford (hiện ông dẫn dắt Đại học Notre Dame). Clark bắt đầu tuyển mộ cầu thủ từ New Zealand, trong đó có Ryan Nelsen và Simon Elliott từng chơi cho ông ở Stanford. Xu hướng này kéo dài đến nay, với hơn 20 cầu thủ New Zealand đang chơi cho các đội NCAA Division I ở Mỹ. Bước tiếp theo phổ biến trong sự nghiệp của họ là thi đấu tại Giải bóng đá nhà nghề Mỹ (MLS); nhà báo Brent Latham (ESPN soccernet) từng dự đoán vào tháng 3/2010 rằng đội tuyển New Zealand dự World Cup 2010 có thể có nhiều cầu thủ MLS hơn đội tuyển Mỹ.
Tuy nhiên, dự đoán đó không thành hiện thực khi chỉ có một cầu thủ MLS góp mặt trong đội hình New Zealand tại World Cup. Trước đây, New Zealand cạnh tranh ngôi vương OFC với Úc, nhưng từ khi Úc gia nhập AFC (2006), New Zealand trở thành đội hạt giống duy nhất tại OFC. New Zealand giành vé dự World Cup 2010, và dù bị loại ngay vòng bảng, họ là đội duy nhất bất bại tại giải (hòa 3 trận). Họ hòa 1–1 với đương kim vô địch Italy, hòa Slovakia, và hòa 0–0 với Paraguay, trong khi nhà vô địch sau đó là Tây Ban Nha lại thua Thụy Sĩ. New Zealand xếp trên Italy tại bảng đấu khi Italy chỉ có 2 điểm, kém New Zealand 1 điểm.
| VT | Đội         | ST | T | H | B | BT | BB | HS | Đ | Giành quyền tham dự       |
| -- | ----------- | -- | - | - | - | -- | -- | -- | - | ------------------------- |
| 1  | Paraguay    | 3  | 1 | 2 | 0 | 3  | 1  | +2 | 5 | Advance to knockout stage |
| 2  | Slovakia    | 3  | 1 | 1 | 1 | 4  | 5  | −1 | 4 | Advance to knockout stage |
| 3  | New Zealand | 3  | 0 | 3 | 0 | 2  | 2  | 0  | 3 |                           |
| 4  | Ý           | 3  | 0 | 2 | 1 | 4  | 5  | −1 | 2 |                           |

### Horror in Honiara and World Cup misses
Sau một giai đoạn thi đấu đầy khởi sắc, All Whites bước vào chiến dịch Cúp bóng đá châu Đại Dương 2012 với vị thế ứng cử viên sáng giá cho chức vô địch. Họ khởi đầu thuận lợi khi giành chiến thắng ở hai trận đầu với tỷ số sít sao (1–0 và 2–1), trước khi hòa 1–1 với đội tuyển Quần đảo Solomon. Ở vòng bán kết, New Zealand chạm trán New Caledonia và nhận thất bại 0–2, với các bàn thua ở phút 60 do Bertrand Kaï ghi, và ở phút bù giờ thứ hai của hiệp hai do Georges Gope-Fenepej ấn định. Trận thua này, sau đó được gọi là “Thảm kịch Honiara”, đã khép lại hành trình của họ. HLV Ricki Herbert từ chức, và New Zealand tiếp tục dừng bước ở vòng play-off liên lục địa tranh vé dự World Cup 2014, thua Mexico với tổng tỷ số 3–9 sau hai lượt trận.
Tháng 8 năm 2014, Anthony Hudson được bổ nhiệm làm HLV trưởng. Trận ra mắt của ông là thất bại 1–3 trên sân khách trước Uzbekistan. Do chỉ thi đấu 3 trận trong suốt năm trước đó – ít nhất trong số tất cả các đội tuyển quốc gia trên thế giới – và trải qua 7 tháng không đá một trận nào, New Zealand tụt xuống hạng 161 trên bảng xếp hạng FIFA. Tuy nhiên, họ đã trở lại mạnh mẽ tại Cúp bóng đá châu Đại Dương 2016, thắng bốn trận và chỉ để lọt lưới một bàn (từ chấm phạt đền), trước khi vượt qua Papua New Guinea trong loạt sút luân lưu ở trận chung kết sau 120 phút hòa 0–0. Chiến thắng này giúp New Zealand lần thứ năm lên ngôi vô địch châu Đại Dương – kỷ lục của giải – đồng thời giành vé dự Cúp Liên đoàn các châu lục 2017 tại Nga. Thành tích này cũng đưa họ vươn lên hạng 88 FIFA, cao nhất trong ba năm trở lại đó.

New Zealand thi đấu với Nga tại Cúp Liên đoàn các châu lục 2017.

Tại Cúp Liên đoàn các châu lục 2017, New Zealand rơi vào bảng đấu khó với Nga, Mexico và Bồ Đào Nha. Họ thua cả ba trận và xếp cuối bảng, dẫn đến việc tụt 27 bậc, xuống hạng 122 FIFA. Đến tháng 9 năm 2017, All Whites đánh bại Quần đảo Solomon với tổng tỷ số 8–3 ở chung kết OFC, qua đó giành quyền tranh suất dự World Cup 2018 với Peru – đội xếp thứ năm vòng loại Nam Mỹ.. Sau khi cầm hòa 0–0 trên sân nhà ở lượt đi, New Zealand thua 0–2 ở lượt về và nhường tấm vé cuối cùng đến Nga cho Peru.
Sau gần hai năm không thi đấu, All Whites trở lại sân cỏ năm 2021 với loạt trận giao hữu, giành kết quả khả quan ở ba trận chính thức (bốn nếu tính cả trận gặp đội A’ Algeria). Do ảnh hưởng của đại dịch COVID-19, vòng loại World Cup 2022 khu vực châu Đại Dương được tổ chức tập trung tại Qatar. Tại đây, New Zealand toàn thắng, đồng thời lập kỷ lục ghi bàn khi tiền đạo Chris Wood trở thành chân sút vĩ đại nhất lịch sử đội tuyển sau cú đúp vào lưới Fiji.

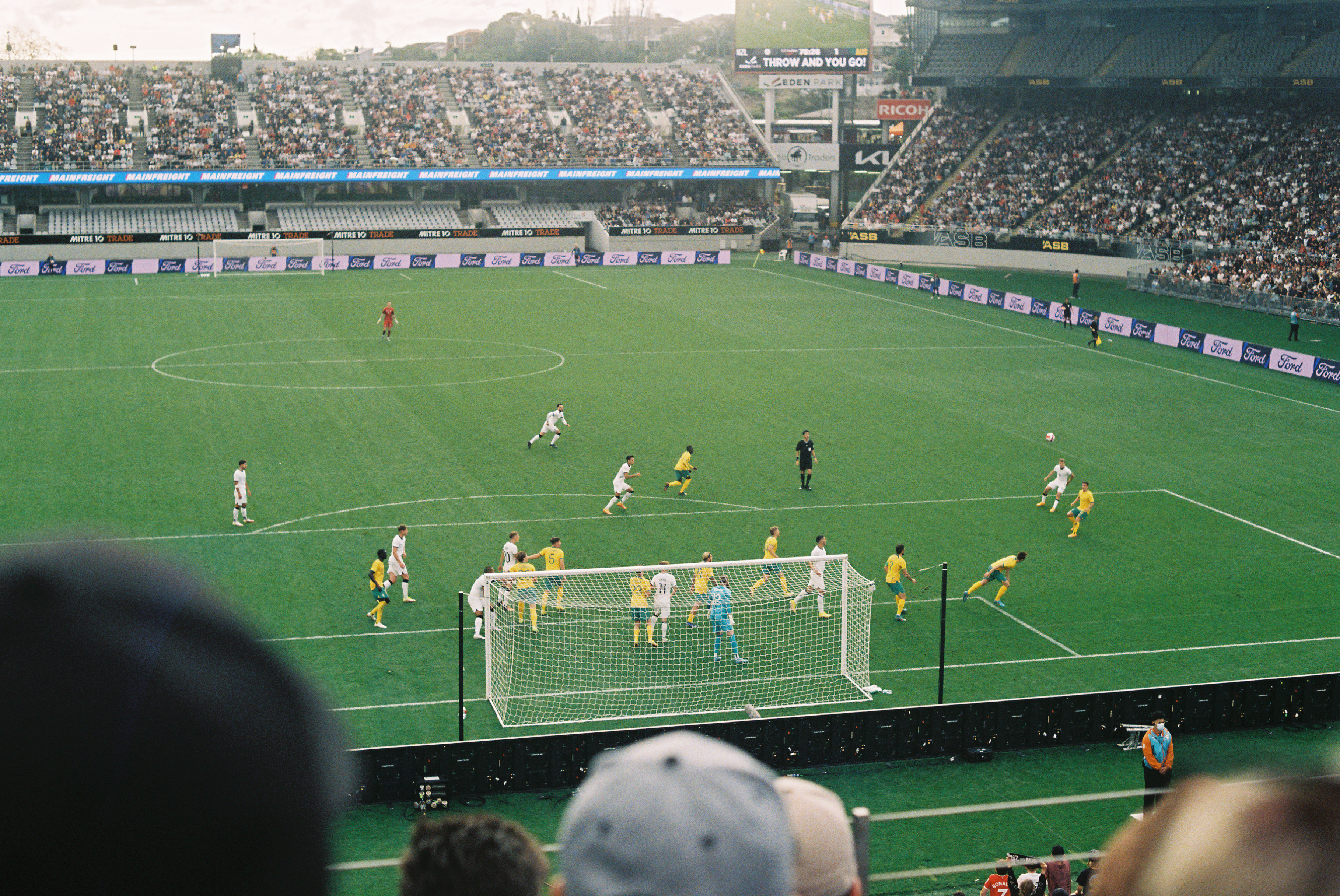
New Zealand thi đấu với Úc trên sân nhà Eden Park trong một trận đấu kỷ niệm đối đầu giữa hai đội.

Nhờ chức vô địch châu lục, họ bước vào vòng play-off liên lục địa gặp Costa Rica. New Zealand thủng lưới ngay phút thứ 3 do Joel Campbell ghi bàn, nhưng sau đó gia tăng sức ép và ở phút 39, Chris Wood đưa bóng vào lưới sau pha phá bóng lỗi của Yeltsin Tejeda. Tuy nhiên, bàn thắng bị VAR từ chối vì Matthew Garbett phạm lỗi với Óscar Duarte trước đó. Trận đấu khép lại với tỷ số 0–1, và New Zealand lần thứ ba liên tiếp lỡ hẹn với World Cup từ vòng play-off liên lục địa.
Sau vòng loại, All Whites có loạt trận sân nhà và sân khách gặp Socceroos để kỷ niệm 100 năm trận đối đầu đầu tiên giữa hai đội, diễn ra lần đầu tiên tại Dunedin năm 1922.

## Danh hiệu
- ' Vô địch châu Đại Dương: 6

Vô địch: 1973; 1998; 2002; 2008; 2016, 2024
Á quân: 2000
Hạng ba: 1996; 2004; 2012

## Thành tích quốc tế

### Giải vô địch bóng đá thế giới
| Thành tích tại Giải vô địch bóng đá thế giới | Thành tích tại Giải vô địch bóng đá thế giới | Thành tích tại Giải vô địch bóng đá thế giới | Thành tích tại Giải vô địch bóng đá thế giới | Thành tích tại Giải vô địch bóng đá thế giới | Thành tích tại Giải vô địch bóng đá thế giới | Thành tích tại Giải vô địch bóng đá thế giới | Thành tích tại Giải vô địch bóng đá thế giới | Thành tích tại Giải vô địch bóng đá thế giới |
| Năm                                          | Thành tích                                   | Vị trí                                       | Tr                                           | T                                            | H                                            | B                                            | BT                                           | BB                                           |
| -------------------------------------------- | -------------------------------------------- | -------------------------------------------- | -------------------------------------------- | -------------------------------------------- | -------------------------------------------- | -------------------------------------------- | -------------------------------------------- | -------------------------------------------- |
| 1930                                         | Không phải thành viên FIFA                   | Không phải thành viên FIFA                   | Không phải thành viên FIFA                   | Không phải thành viên FIFA                   | Không phải thành viên FIFA                   | Không phải thành viên FIFA                   | Không phải thành viên FIFA                   | Không phải thành viên FIFA                   |
| 1934                                         | Không phải thành viên FIFA                   | Không phải thành viên FIFA                   | Không phải thành viên FIFA                   | Không phải thành viên FIFA                   | Không phải thành viên FIFA                   | Không phải thành viên FIFA                   | Không phải thành viên FIFA                   | Không phải thành viên FIFA                   |
| 1938                                         | Không phải thành viên FIFA                   | Không phải thành viên FIFA                   | Không phải thành viên FIFA                   | Không phải thành viên FIFA                   | Không phải thành viên FIFA                   | Không phải thành viên FIFA                   | Không phải thành viên FIFA                   | Không phải thành viên FIFA                   |
| 1950                                         | Không tham dự                                | Không tham dự                                | Không tham dự                                | Không tham dự                                | Không tham dự                                | Không tham dự                                | Không tham dự                                | Không tham dự                                |
| 1954                                         | Không tham dự                                | Không tham dự                                | Không tham dự                                | Không tham dự                                | Không tham dự                                | Không tham dự                                | Không tham dự                                | Không tham dự                                |
| 1958                                         | Không tham dự                                | Không tham dự                                | Không tham dự                                | Không tham dự                                | Không tham dự                                | Không tham dự                                | Không tham dự                                | Không tham dự                                |
| 1962                                         | Không tham dự                                | Không tham dự                                | Không tham dự                                | Không tham dự                                | Không tham dự                                | Không tham dự                                | Không tham dự                                | Không tham dự                                |
| 1966                                         | Không tham dự                                | Không tham dự                                | Không tham dự                                | Không tham dự                                | Không tham dự                                | Không tham dự                                | Không tham dự                                | Không tham dự                                |
| 1970                                         | Không vượt qua vòng loại                     | Không vượt qua vòng loại                     | Không vượt qua vòng loại                     | Không vượt qua vòng loại                     | Không vượt qua vòng loại                     | Không vượt qua vòng loại                     | Không vượt qua vòng loại                     | Không vượt qua vòng loại                     |
| 1974                                         | Không vượt qua vòng loại                     | Không vượt qua vòng loại                     | Không vượt qua vòng loại                     | Không vượt qua vòng loại                     | Không vượt qua vòng loại                     | Không vượt qua vòng loại                     | Không vượt qua vòng loại                     | Không vượt qua vòng loại                     |
| 1978                                         | Không vượt qua vòng loại                     | Không vượt qua vòng loại                     | Không vượt qua vòng loại                     | Không vượt qua vòng loại                     | Không vượt qua vòng loại                     | Không vượt qua vòng loại                     | Không vượt qua vòng loại                     | Không vượt qua vòng loại                     |
| 1982                                         | Vòng bảng                                    | 23rd                                         | 3                                            | 0                                            | 0                                            | 3                                            | 2                                            | 12                                           |
| 1986                                         | Không vượt qua vòng loại                     | Không vượt qua vòng loại                     | Không vượt qua vòng loại                     | Không vượt qua vòng loại                     | Không vượt qua vòng loại                     | Không vượt qua vòng loại                     | Không vượt qua vòng loại                     | Không vượt qua vòng loại                     |
| 1990                                         | Không vượt qua vòng loại                     | Không vượt qua vòng loại                     | Không vượt qua vòng loại                     | Không vượt qua vòng loại                     | Không vượt qua vòng loại                     | Không vượt qua vòng loại                     | Không vượt qua vòng loại                     | Không vượt qua vòng loại                     |
| 1994                                         | Không vượt qua vòng loại                     | Không vượt qua vòng loại                     | Không vượt qua vòng loại                     | Không vượt qua vòng loại                     | Không vượt qua vòng loại                     | Không vượt qua vòng loại                     | Không vượt qua vòng loại                     | Không vượt qua vòng loại                     |
| 1998                                         | Không vượt qua vòng loại                     | Không vượt qua vòng loại                     | Không vượt qua vòng loại                     | Không vượt qua vòng loại                     | Không vượt qua vòng loại                     | Không vượt qua vòng loại                     | Không vượt qua vòng loại                     | Không vượt qua vòng loại                     |
| 2002                                         | Không vượt qua vòng loại                     | Không vượt qua vòng loại                     | Không vượt qua vòng loại                     | Không vượt qua vòng loại                     | Không vượt qua vòng loại                     | Không vượt qua vòng loại                     | Không vượt qua vòng loại                     | Không vượt qua vòng loại                     |
| 2006                                         | Không vượt qua vòng loại                     | Không vượt qua vòng loại                     | Không vượt qua vòng loại                     | Không vượt qua vòng loại                     | Không vượt qua vòng loại                     | Không vượt qua vòng loại                     | Không vượt qua vòng loại                     | Không vượt qua vòng loại                     |
| 2010                                         | Vòng bảng                                    | 22nd                                         | 3                                            | 0                                            | 3                                            | 0                                            | 2                                            | 2                                            |
| 2014 đến 2022                                | Không vượt qua vòng loại                     | Không vượt qua vòng loại                     | Không vượt qua vòng loại                     | Không vượt qua vòng loại                     | Không vượt qua vòng loại                     | Không vượt qua vòng loại                     | Không vượt qua vòng loại                     | Không vượt qua vòng loại                     |
| 2026                                         | Vượt qua vòng loại                           | Vượt qua vòng loại                           | Vượt qua vòng loại                           | Vượt qua vòng loại                           | Vượt qua vòng loại                           | Vượt qua vòng loại                           | Vượt qua vòng loại                           | Vượt qua vòng loại                           |
| 2030                                         | Chưa xác định                                | Chưa xác định                                | Chưa xác định                                | Chưa xác định                                | Chưa xác định                                | Chưa xác định                                | Chưa xác định                                | Chưa xác định                                |
| 2034                                         | Chưa xác định                                | Chưa xác định                                | Chưa xác định                                | Chưa xác định                                | Chưa xác định                                | Chưa xác định                                | Chưa xác định                                | Chưa xác định                                |
| Tổng cộng                                    | 3/20 Vòng bảng                               | 3/20 Vòng bảng                               | 6                                            | 0                                            | 3                                            | 3                                            | 4                                            | 14                                           |

### FIFA Confederations Cup
| Năm       | Kết quả                   | St                        | T                         | H                         | B                         | Bt                        | Bb                        |
| --------- | ------------------------- | ------------------------- | ------------------------- | ------------------------- | ------------------------- | ------------------------- | ------------------------- |
| 1992      | Không giành quyền tham dự | Không giành quyền tham dự | Không giành quyền tham dự | Không giành quyền tham dự | Không giành quyền tham dự | Không giành quyền tham dự | Không giành quyền tham dự |
| 1995      | Không giành quyền tham dự | Không giành quyền tham dự | Không giành quyền tham dự | Không giành quyền tham dự | Không giành quyền tham dự | Không giành quyền tham dự | Không giành quyền tham dự |
| 1997      | Không giành quyền tham dự | Không giành quyền tham dự | Không giành quyền tham dự | Không giành quyền tham dự | Không giành quyền tham dự | Không giành quyền tham dự | Không giành quyền tham dự |
| 1999      | Vòng 1                    | 3                         | 0                         | 0                         | 3                         | 1                         | 6                         |
| 2001      | Không giành quyền tham dự | Không giành quyền tham dự | Không giành quyền tham dự | Không giành quyền tham dự | Không giành quyền tham dự | Không giành quyền tham dự | Không giành quyền tham dự |
| 2003      | Vòng 1                    | 3                         | 0                         | 0                         | 3                         | 1                         | 11                        |
| 2005      | Không giành quyền tham dự | Không giành quyền tham dự | Không giành quyền tham dự | Không giành quyền tham dự | Không giành quyền tham dự | Không giành quyền tham dự | Không giành quyền tham dự |
| 2009      | Vòng 1                    | 3                         | 0                         | 1                         | 2                         | 0                         | 7                         |
| 2013      | Không giành quyền tham dự | Không giành quyền tham dự | Không giành quyền tham dự | Không giành quyền tham dự | Không giành quyền tham dự | Không giành quyền tham dự | Không giành quyền tham dự |
| 2017      | Vòng 1                    | 3                         | 0                         | 0                         | 3                         | 1                         | 8                         |
| Tổng cộng | 4/10 Vòng 1               | 12                        | 0                         | 1                         | 11                        | 3                         | 32                        |

### Cúp bóng đá châu Đại Dương
| Cúp bóng đá châu Đại Dương | Cúp bóng đá châu Đại Dương | Cúp bóng đá châu Đại Dương | Cúp bóng đá châu Đại Dương | Cúp bóng đá châu Đại Dương | Cúp bóng đá châu Đại Dương | Cúp bóng đá châu Đại Dương | Cúp bóng đá châu Đại Dương | Cúp bóng đá châu Đại Dương |
| Năm                        | Thành tích                 | Thứ hạng                   | Pld                        | W                          | D                          | L                          | GF                         | GA                         |
| -------------------------- | -------------------------- | -------------------------- | -------------------------- | -------------------------- | -------------------------- | -------------------------- | -------------------------- | -------------------------- |
| 1973                       | Vô địch                    | 1st                        | 5                          | 4                          | 1                          | 0                          | 13                         | 4                          |
| 1980                       | Vòng bảng                  | 5th                        | 3                          | 1                          | 0                          | 2                          | 7                          | 8                          |
| 1996                       | Hạng ba                    | 3rd                        | 2                          | 0                          | 1                          | 1                          | 0                          | 3                          |
| 1998                       | Vô địch                    | 1st                        | 4                          | 4                          | 0                          | 0                          | 11                         | 1                          |
| 2000                       | Á quân                     | 2nd                        | 4                          | 3                          | 0                          | 1                          | 7                          | 3                          |
| 2002                       | Vô địch                    | 1st                        | 5                          | 5                          | 0                          | 0                          | 23                         | 2                          |
| 2004                       | Hạng ba                    | 3rd                        | 5                          | 3                          | 0                          | 2                          | 17                         | 5                          |
| 2008                       | Vô địch                    | 1st                        | 6                          | 5                          | 0                          | 1                          | 14                         | 5                          |
| 2012                       | Hạng ba                    | 3rd                        | 5                          | 3                          | 1                          | 1                          | 8                          | 7                          |
| 2016                       | Vô địch                    | 1st                        | 5                          | 4                          | 1                          | 0                          | 10                         | 1                          |
| 2024                       | Vô địch                    | 1st                        | 4                          | 4                          | 0                          | 0                          | 15                         | 0                          |
| Tổng cộng                  | 11/11 6 lần vô địch        | 11/11 6 lần vô địch        | 48                         | 36                         | 4                          | 8                          | 125                        | 39                         |

## Lịch thi đấu

### 2023
| 23 tháng 3 Giao hữu | New Zealand | 0–0      | Trung Quốc | Auckland, New Zealand                                                                             |  |
| 19:00 UTC+13        |             | Chi tiết |            | Sân vận động: Sân vận động Mt Smart Lượng khán giả: 12,049 Trọng tài: Sivakorn Pu-udom (Thái Lan) |  |

| 26 tháng 3 Giao hữu | New Zealand                              | 2–1      | Trung Quốc     | Wellington, New Zealand                                                                  |  |
| 16:00 UTC+13        | - Chu Thần Kiệt 43' (l.n.) - Garbett 81' | Chi tiết | - Ba Đốn 90+2' | Sân vận động: Sân vận động Sky Lượng khán giả: 10,307 Trọng tài: Kim Woo-sung (Hàn Quốc) |  |

| 16 tháng 6 Giao hữu | Thụy Điển                                       | 4–1      | New Zealand   | Solna, Sweden                                                                        |  |
| 19:00 UTC+1         | - Karlsson 39, 45' - Quaison 44' - Elanga 90+2' | Chi tiết | - McCowatt 7' | Sân vận động: Friends Arena Lượng khán giả: 20,528 Trọng tài: Craig Pawson (England) |  |

| 19 tháng 6 Giao hữu | Qatar | 0–1 (Xử thua) | New Zealand    | Ritzing, Áo                          |  |
| |       | Chi tiết      | - Stamenic 17' | Sân vận động: Sân vận động Sonnensee |  |
| Ghi chú: Match was abandoned at halftime after Qatar winger, Yusuf Abdurisag, was alleged to have racially abused New Zealand centre-back, Michael Boxall. |       |               |                |                                      |  |

| 17 tháng 10 Giao hữu | Úc | v        | New Zealand | London, Anh       |  |
|                      |    | Chi tiết |             | Sân vận động: TBD |  |

## Cầu thủ

### Đội hình hiện tại
Đây là đội hình tham dự 2 trận giao hữu gặp Thụy Điển và Qatar vào tháng 6 năm 2023.

Số liệu thống kê tính đến ngày 19 tháng 6 năm 2023 sau trận gặp Qatar.

| Số | VT | Cầu thủ               | Ngày sinh (tuổi)  | Trận | Bàn | Câu lạc bộ         |
| -- | -- | --------------------- | ----------------- | ---- | --- | ------------------ |
| 1  | TM | Oliver Sail           | 13 tháng 1, 1996  | 9    | 0   | Perth Glory        |
| 12 | TM | Max Crocombe          | 12 tháng 8, 1993  | 2    | 0   | Burton Albion      |
| 22 | TM | Nik Tzanev            | 23 tháng 12, 1996 | 1    | 0   | AFC Wimbledon      |
|    |    |                       |                   |      |     |                    |
| 2  | HV | Callan Elliot         | 7 tháng 7, 1999   | 3    | 0   | Wellington Phoenix |
| 3  | HV | Francis de Vries      | 28 tháng 11, 1994 | 6    | 0   | Eastern Suburbs    |
| 4  | HV | Nando Pijnaker        | 25 tháng 2, 1999  | 14   | 0   | Sligo Rovers       |
| 5  | HV | Tommy Smith           | 31 tháng 3, 1990  | 50   | 2   | Milton Keynes Dons |
| 6  | HV | Bill Tuiloma          | 27 tháng 3, 1995  | 37   | 4   | Charlotte FC       |
| 13 | HV | Liberato Cacace       | 27 tháng 9, 2000  | 15   | 1   | Empoli             |
| 15 | HV | Michael Boxall        | 18 tháng 8, 1988  | 43   | 0   | Minnesota United   |
| 18 | HV | Finn Surman           | 23 tháng 8, 2003  | 0    | 0   | Wellington Phoenix |
| 21 | HV | Tim Payne             | 10 tháng 1, 1994  | 33   | 2   | Wellington Phoenix |
|    |    |                       |                   |      |     |                    |
| 6  | TV | Joe Bell (đội trưởng) | 27 tháng 4, 1999  | 15   | 1   | Brøndby            |
| 8  | TV | Matthew Garbett       | 13 tháng 4, 2002  | 15   | 2   | NAC Breda          |
| 10 | TV | Marko Stamenic        | 19 tháng 2, 2002  | 14   | 0   | Red Star Belgrade  |
| 11 | TV | Marco Rojas           | 5 tháng 11, 1991  | 45   | 5   | Colo-Colo          |
| 16 | TV | Alex Rufer            | 12 tháng 6, 1996  | 8    | 0   | Wellington Phoenix |
| 23 | TV | Clayton Lewis         | 12 tháng 2, 1997  | 24   | 1   | Macarthur FC       |
|    |    |                       |                   |      |     |                    |
| 9  | TĐ | Ben Waine             | 11 tháng 6, 2001  | 8    | 1   | Plymouth Argyle    |
| 14 | TĐ | Elijah Just           | 1 tháng 5, 2000   | 16   | 1   | Horsens            |
| 17 | TĐ | Alex Greive           | 13 tháng 5, 1999  | 10   | 2   | St Mirren          |
| 19 | TĐ | Max Mata              | 10 tháng 7, 2000  | 4    | 0   | Shrewsbury Town    |
| 20 | TĐ | Callum McCowatt       | 30 tháng 4, 1999  | 12   | 2   | Silkeborg          |

### Triệu tập gần đây
| Vt | Cầu thủ           | Ngày sinh (tuổi)  | Số trận | Bt | Câu lạc bộ             | Lần cuối triệu tập           |
| -- | ----------------- | ----------------- | ------- | -- | ---------------------- | ---------------------------- |
| TM | Stefan Marinovic  | 7 tháng 10, 1991  | 30      | 0  | Unattached             | v. Trung Quốc, 26 March 2023 |
| TM | Alex Paulsen      | 4 tháng 7, 2002   | 0       | 0  | Wellington Phoenix     | v. Trung Quốc, 26 March 2023 |
| TM | Kees Sims         | 27 tháng 3, 2003  | 0       | 0  | Ljungskile SK          | v. Trung Quốc, 26 March 2023 |
| TM | Michael Woud      | 16 tháng 1, 1999  | 4       | 0  | Kyoto Sanga            | v. Úc, 25 September 2022     |
|    |                   |                   |         |    |                        |                              |
| HV | Deklan Wynne      | 20 tháng 11, 1996 | 15      | 0  | Charleston Battery     | v. Trung Quốc, 26 March 2023 |
| HV | Dane Ingham       | 8 tháng 9, 1999   | 13      | 0  | Newcastle Jets         | v. Trung Quốc, 26 March 2023 |
| HV | Kyle Adams        | 20 tháng 11, 1996 | 1       | 0  | San Diego Loyal        | v. Trung Quốc, 26 March 2023 |
| HV | Storm Roux        | 13 tháng 1, 1993  | 11      | 0  | Central Coast Mariners | v. Úc, 25 September 2022     |
|    |                   |                   |         |    |                        |                              |
| TV | Cameron Howieson  | 22 tháng 12, 1994 | 16      | 0  | Auckland City          | v. Trung Quốc, 26 March 2023 |
| TV | Ben Old           | 13 tháng 8, 2002  | 2       | 0  | Wellington Phoenix     | v. Úc, 25 September 2022     |
|    |                   |                   |         |    |                        |                              |
| TĐ | Chris Wood        | 7 tháng 12, 1991  | 70      | 33 | Nottingham Forest      | v. Trung Quốc, 26 March 2023 |
| TV | Kosta Barbarouses | 19 tháng 2, 1990  | 54      | 4  | Wellington Phoenix     | v. Trung Quốc, 26 March 2023 |
| TĐ | Andre de Jong     | 2 tháng 11, 1996  | 10      | 2  | Stellenbosch           | v. Úc, 25 September 2022     |
| TĐ | Logan Rogerson    | 28 tháng 5, 1998  | 9       | 1  | Haka                   | v. Úc, 25 September 2022     |

: Chấn thương.

RET: Đã chia tay đội tuyển quốc gia.

## Kỷ lục
Tính đến 26 tháng 3 năm 2023

### Khoác áo đội tuyển quốc gia nhiều nhất
| # | Cầu thủ        | Thời gian thi đấu | Số trận | Bàn thắng |
| - | -------------- | ----------------- | ------- | --------- |
| 1 | Ivan Vicelich  | 1995–2013         | 88      | 6         |
| 2 | Chris Wood     | 2009–             | 70      | 33        |
| 3 | Simon Elliott  | 1995–2011         | 69      | 6         |
| 4 | Vaughan Coveny | 1992–2006         | 64      | 28        |
| 5 | Ricki Herbert  | 1980–1989         | 61      | 7         |
| 6 | Chris Jackson  | 1992–2003         | 60      | 10        |
| 7 | Brian Turner   | 1967–1982         | 59      | 21        |
| 8 | Duncan Cole    | 1978–1988         | 58      | 4         |
| 8 | Steve Sumner   | 1976–1988         | 58      | 22        |
| 8 | Shane Smeltz   | 2003–2017         | 58      | 24        |

### Cầu thủ ghi nhiều bàn thắng nhất
Cầu thủ in đậm vẫn còn thi đấu ở đội tuyển quốc gia.
| #  | Cầu thủ          | Thời gian thi đấu | Bàn thắng | Số trận |
| -- | ---------------- | ----------------- | --------- | ------- |
| 1  | Chris Wood       | 2009–             | 33        | 70      |
| 2  | Vaughan Coveny   | 1992–2006         | 28        | 64      |
| 3  | Shane Smeltz     | 2003–2017         | 24        | 58      |
| 4  | Steve Sumner     | 1976–1988         | 22        | 58      |
| 5  | Brian Turner     | 1967–1982         | 21        | 59      |
| 6  | Jock Newall      | 1951–1952         | 17        | 10      |
| 7  | Keith Nelson     | 1977–1983         | 16        | 20      |
| 7  | Chris Killen     | 2000–2013         | 16        | 48      |
| 9  | Grant Turner     | 1980–1988         | 15        | 42      |
| 10 | Darren McClennan | 1986–1997         | 12        | 43      |
| 10 | Michael McGarry  | 1986–1997         | 12        | 54      |